# 蘭伯特斯峰
72°44′S 74°51′E / 72.733°S 74.850°E
蘭伯特斯峰是南極洲的山峰，位於伊麗莎白公主地，屬於格羅夫山脈的一部分，處於梅遜峰東北西6公里，該山峰根據澳大利亞探險隊拍攝的空中照片被繪入地圖。